# Троицкий пивоваренный завод имени Зуккера
Пивоваренный завод Я. Э. Зуккера (впоследствии — Троицкий завод пивобезалкогольных напитков) — завод по производству пива и безалкогольных напитков, существовавший в Троицке Оренбургской губернии (позже — Челябинской области) с 1873 по 2002 год. Одно из пивоваренных предприятий на Урале в конце XIX — начале XX столетия. В настоящее время территория завода заброшена, имущественный комплекс выставлен на продажу.

## Основатели и первые хозяева
Пивоваренный завод был построен в 1876 году. С момента постройки и до 1917 года носил имя «Восточная Бавария». Основателем завода был Иоганн Леонгард Зуккер, немец по национальности, уроженец города Леннештадта. Формальной владелицей предприятия была его супруга Августина Иосифовна, возглавлявшая торговый дом «А. И. Зуккер с сыновьями». После смерти И. Л. Зуккера в 1891 году Августина Зуккер стала полноправной хозяйкой завода. Впоследствии единоличным владельцем предприятия вплоть до Октябрьской революции, а потом главным инженером (до начала 1930-х годов) стал сын Августины Иосифовны — Яков Эрнст Леонгард Зуккер.

## Завод до 1917 года[3]

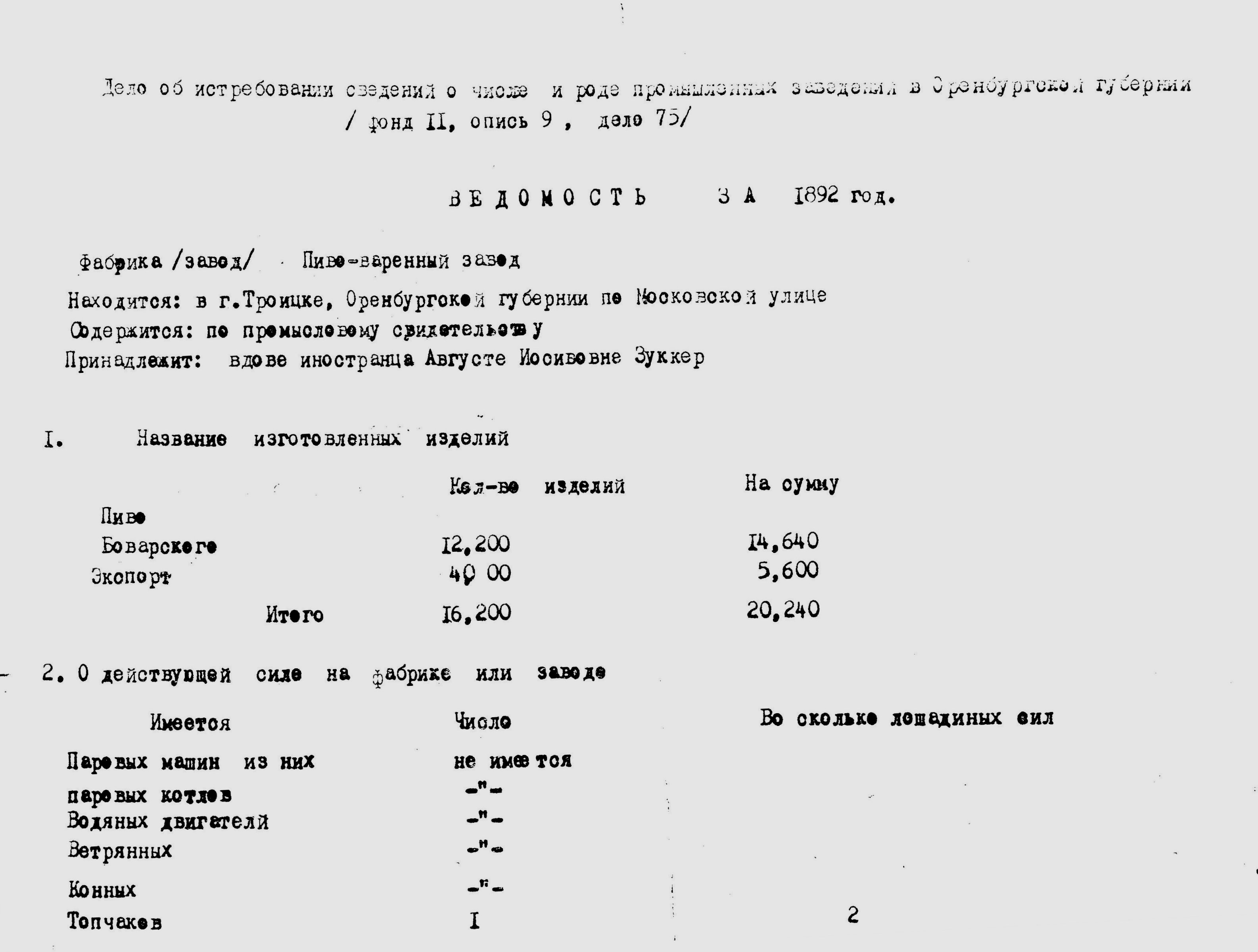
Ведомость за 1892 год Оренбургская губерния

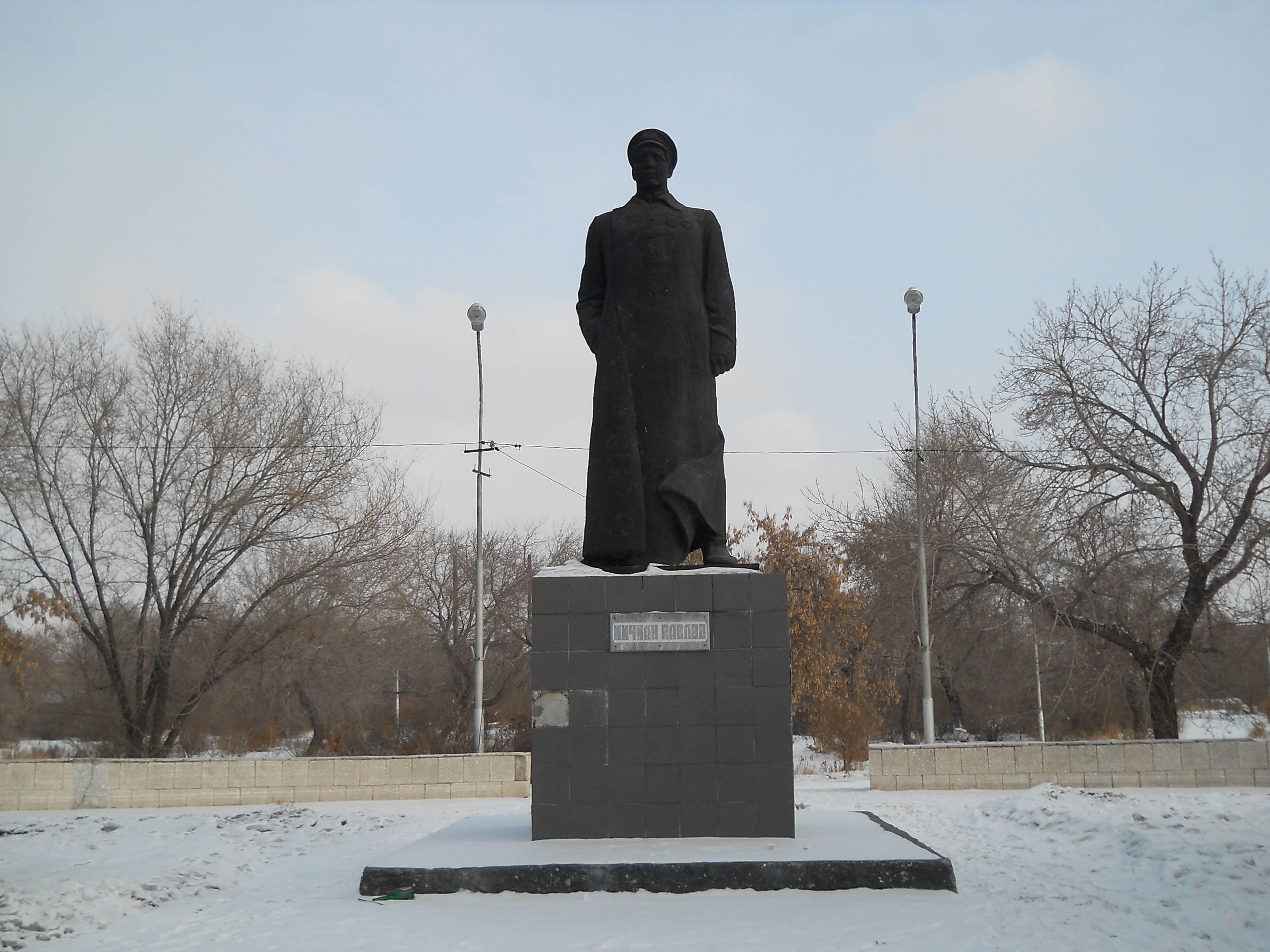
Памятник мичману Павлову, ранее на этом месте была одна из торговых точек продажи пивоваренной продукции завода Зуккера

По сведениям из Ведомости о числе и роде промышленных заведений в Оренбургской губернии за 1892 год, в данный период «производственные мощности» завода представляли собой 4 котла, 1 заторный чан, 1 сушильню, 2 чана для замочки ячменя и 12 бродильных чанов. Ежегодно завод потреблял 4050 пудов ячменного солода и 40 пудов хмеля (доставлялся из Баварии). Ячмень покупали по высоким ценам у местного населения, благодаря чему выращивание этой культуры стало очень распространённым занятием среди жителей Троицка и окрестностей.

Пиво разливали в фирменные бутылки с клеймом в виде буквы S. Каждому сорту пива полагалась своя тара.

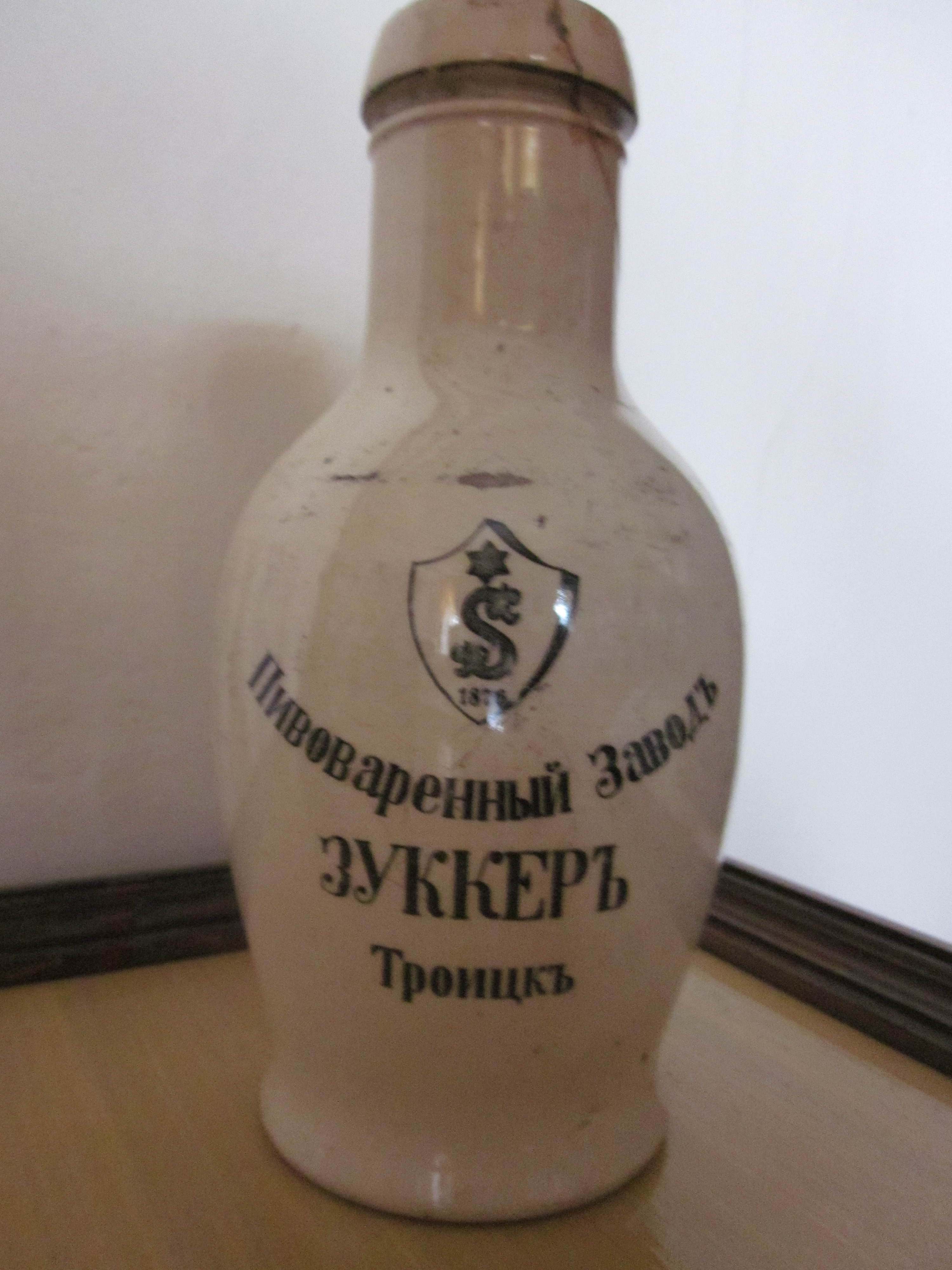
Кувшин из-под пива завода Зуккера

Общее число рабочих на заводе составляло 10 человек (мужчины в возрасте от 15 лет), каждый из которых зарабатывал от 10 до 12 руб. в месяц. Руководил производством мастер-иностранец. Учебных заведений, больниц, сберегательных касс при заводе не было.
Рядом с заводом, на пустующем правобережье реки Увельки, вырос посёлок, получивший название Новая Нарезка (под этим именем существует и по сей день). В этом же районе располагался и особняк Зуккера, давший начало улице Московской (современное название — ул.им. С.Ловчикова). Исследователи указывают, что стимулом к тому, чтобы селиться на Новой Нарезке, для жителей Троицка была как близость предприятия, обещавшего хороший заработок, так и возможность откормить скот отходами пивоваренного производства.
Продукция завода продавалась в самом Троицке в многочисленных палатках и погребках, а также в собственном пивном зале на пересечении Васильевского переулка и Гимназической улицы (ныне — перекрёсток улиц Климова и Гагарина, где расположен памятник мичману Павлову). Значительная часть продукции реализовывалась с оптовых складов в Челябинске, Златоусте, Миассе и Кустанае.

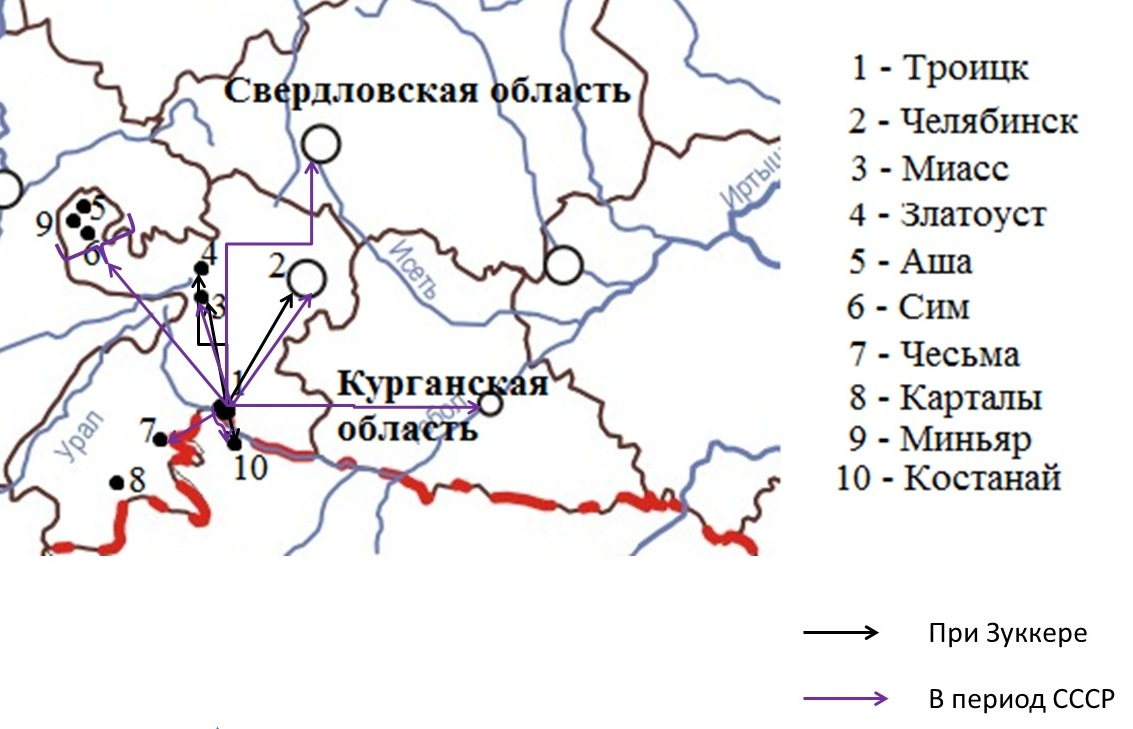
Карта экспорта пивоваренной продукции при Зуккере и в Советский период

В 1906 году завод получил награду на сельскохозяйственной выставке в Ростове-на-Дону, а в 1908 году был награждён Большой золотой медалью и Почётным крестом на Международной выставке в Риме..
После Октябрьской революции Яков Зуккер добровольно передал завод большевикам. Кроме того, он оставил новой власти свою дачу
(впоследствии там работал пионерский лагерь) и подарил городу свою богатую личную библиотеку.

## 1917—1945[2]
В 1917—1922 гг. производство пива на заводе временно прекратилось. В этот период там производились мясные консервы для нужд армии, а также жестяные консервные банки и ящики для нужд других заводов. К «профильной» деятельности предприятие вернулось в конце 1920-х гг.
После революции Яков Зуккер некоторое время работал на заводе в должности главного инженера, а также в годы НЭПа возглавлял «Троицкое общество взаимного кредита». В конце 1930-х гг. принял решение вернуться с семьёй в Германию (по одной из версий — для лечения своего тяжелобольного сына). Дальнейшая его судьба неизвестна.
В годы войны основное производство вновь было приостановлено: на территории предприятия разместился один из цехов эвакуированного из Москвы военного завода № 34, где начался выпуск радиаторов для самолётов и танков. После Победы на заводе вновь начали производить пиво и безалкогольные напитки.

## 1945—1989
В 1956 году завод пережил полную реконструкцию. После реконструкции предприятие, состоявшее к тому моменту из трёх цехов (солодовенный, варочный, безалкогольный) перешло на непрерывный трёхсменный цикл работы. В 1956—1957 году вёлся выпуск бутылочного пива сортов «Жигулёвское», «Московское», «Рижское», «Бархатное» (часто именовалось «дамским» из за особенностей технологии производства — сокращённого времени на брожение и использования кубинского сахара, придававшего напитку сладковатый вкус). Сырьё для производства пива поставлялось из Центральной России и Украины по железной дороге, стеклотара — из Елабуги. В качестве топлива для котельной использовался уголь Челябинских разрезов. Отходы пивного производства, которые во времена Зуккера раздавали крестьянам для откорма скота, с теми же целями передавали в близлежащие колхозы.
В 1977 году завод вышел на проектную мощность — 1 млн декалитров в год. Производство расширилось за счёт приобретения нового оборудования, которое к данному моменту состояло из 12 лагерных танков вместительностью 1800 декалитров, двух бродильных котлов вместительностью 800 декалитров, двух сусловых котлов и двух фильтровочных котлов. На заводе работал собственный бондарный цех: помимо бутылочного пива выпускалось бочковое. Также в этот период предприятие было подключено к централизованной теплосети вместо использования собственной угольной котельной, была приведена в порядок канализационная система и оборудованы собственные водяные скважины взамен колодца, который функционировал со времён Зуккера.
На заводе в тот период производилось пиво сортов «Жигулевское», «Колос», «Мартовское», «Ленинградское», «Бархатное». Продукцию разливали как в бутылки, так и в бочки (на предприятии работал собственный бондарный цех).
В 1970-е годы завод вошёл в «Челябинское пивное объединение» вместе с Кочкарским, Златоустовским, Верхнеуральским, Челябинским, Магнитогорским, Курганским и Шадринским заводами. Продукция поставлялась в Свердловскую, Курганскую, Челябинскую области, а также в Казахстан. Перед началом перестройки предприятие занимало третье место в городе по объёмам перечисления средств в бюджет (первое место занимала ГРЭС, второе — дизельный завод).
В 1985 году в СССР началась антиалкогольная кампания. Производство пива сокращалось, в 1985—1989 гг. предприятие выпускало в основном безалкогольные напитки: газированную воду, квас, морс. Закрылся бондарный цех. Выпускалось всего три сорта пива: «Жигулёвское», «Славянское», «Бархатное».

## 1989—2013
В 1992 году предприятие вышло из состава Челябинского объединения пивобезалкогольной промышленности и было преобразовано в ЗАО «Троицкий завод пивобезалкогольных напитков». В 1998 году завод обанкротился, в 2002 году имущество завода было выставлено на аукцион . За следующие 10 лет предприятие сменило несколько собственников, однако восстановить пивоваренное производство не удалось никому.